# Gabriel Adrien Marie Poissonnier Desperrières
Pour les articles homonymes, voir Poissonnier (homonymie).
Cet article possède un paronyme, voir Desperriers.
Gabriel Adrien Marie Poissonnier Desperrières, né le 12 janvier 1763 à Paris, mort le 13 mai 1852 à Bayonne (Pyrénées-Atlantiques), est un général français de la Révolution et de l’Empire.

## Biographie
Il entre en 1780, comme aspirant au corps royal d'artillerie. Lieutenant en deuxième surnuméraire au régiment de La Fère, artillerie le 1er septembre 1782, il passe titulaire au régiment de Toul le 4 mai 1783, et lieutenant en premier au même corps le 1er mai 1789. Aide de camp du général La Fayette le 20 juillet 1789, il commande le 10 août suivant l'artillerie de la garde nationale parisienne soldée. 
Ayant donné sa démission du corps royal le 24 décembre 1789, Poissonnier est nommé le 16 mars 1791, major de division dans la garde soldée de Paris. Lieutenant-colonel au 104e régiment le 28 octobre suivant, il passe colonel du 81e régiment le 16 mai 1792, et le 27 mai de la même année, colonel du 49e régiment d'infanterie. Le 20 juin, il couvre le roi de son corps, quand le peuple force le château des Tuileries, et tient le Dauphin dans ses bras, lorsque Santerre défile devant la famille royale à la tête de ses troupes. 
Employé à l'armée de la Moselle, le général en chef Kellermann lui confie, à l'avant-garde, le commandement de 2 500 grenadiers réunis qui font des prodiges de valeur à la bataille de Valmy, le 20 septembre 1792, et lui méritent le titre de colonne infernale. La conduite de Poissonnier, dans cette journée est telle, que Kellermann demande pour lui le grade de maréchal de camp. 
Aux trois journées de Buzancy, à la tête des grenadiers réunis, il combat constamment l'arrière-garde de l'ennemi, et lui prend beaucoup d'équipages. La campagne d'été finie, les représentants du peuple veulent faire exécuter le décret qui ordonne l'arrestation de Desperrières, mais le général en chef et ses grenadiers refusent de le livrer. Dans la campagne d'hiver de la même année, sous le général Beurnonville, entre Sarre et Moselle, il passe la Sarre avec ce corps, et repousse les ennemis jusqu'au pont de Kous-Sarrebruck ; en trois jours il leur enlève Bilbausen, Vavreen et Pelingeh. Cette guerre terminée, et les grenadiers réunis renvoyés à leurs corps respectifs, le décret reçoit son exécution ; mais les mentions honorables que cet officier présente en sa faveur détruisent les préventions ; le décret est rapporté, et Poissonnier, rendu à ses fonctions, revient à l'armée. Il fait la campagne de 1793, sous le général Houchard, et se couvre de gloire au combat et à la prise d'Arlon le 9 juin 1793. Sa colonne traverse la plaine en bon ordre, sous le feu très-vif des batteries ennemies, et y reste exposé pendant trois quarts d'heure. Poissonnier a l'honneur d'aborder le premier les retranchements et de mettre les canonniers autrichiens dans le plus grand désordre.
Promu général de brigade le 30 juin 1793, il est suspendu de ses fonctions le 20 septembre suivant. Destitué comme noble vers la fin de cette année, et jeté dans un cachot, au dépôt de la Conciergerie, il y reste cinq mois et demi ; il n'en sort qu'après la mort de Robespierre. Réintégré et remis en activité à l'armée de la Moselle le 11 décembre 1794, il passe le 24 mai 1795, à la 17e division militaire. Employé à l'armée des côtes de Cherbourg le 8 juin, il revient à l'armée de l'intérieur le 31 août 1795.
Le général Poissonnier commande au camp du Trou-d'Enfer, près Paris, les troupes que la Convention nationale appelle à son secours le 5 octobre 1795, contre les sections de Paris qui refusent d'obéir au décret par lequel les deux tiers de cette assemblée doivent être admis dans le nouveau corps législatif. Pour ne pas obéir à cette injonction, il feint d'être malade. De là, sa disgrâce auprès de Napoléon Bonaparte, qui prend le commandement des troupes conventionnelles dans cette journée, Le général Poissonnier est destitué ; mais ayant offert ses services après le 18 brumaire an VIII (9 novembre 1799), il obtient par arrêté du premier Consul du 11 janvier 1800, sa réintégration dans son grade à l'armée du Rhin le 19 du même mois. 
Cet officier général mérite d'être cité honorablement aux affaires d'Engen, Mœrskirch et de Biberach le 9 mai 1800. Le 1er décembre 1800, il est chargé, à la tête de deux bataillons et de trois escadrons, de la défense d'Aschau, lorsque l'archiduc Jean s'y porte par Craïbourg. Les Autrichiens, qui se sont avancés sur Riecherslheim, attaquent le général Poissonnier sur le pont d'Aschau avec des efforts incroyables ; celui-ci fait la plus vive résistance ; mais à la fin, il se replie emmenant avec lui plus de 700 prisonniers, dont vingt-deux officiers de tous grades. En arrêtant pendant six heures l'archiduc, qui a 25 000 hommes sous ses ordres, il donne le temps au général Moreau de venir le dégager avec deux divisions, et sauve les équipages, 49 bouches à feu et le trésor. Mis en non-activité le 23 septembre 1801, il obtient de l'emploi dans la 6e division militaire le 21 septembre 1803. Il est nommé membre de la Légion d'honneur le 11 décembre 1803, et commandeur de l'Ordre le 14 juin 1804.
Le général Poissonnier a dit dans sa Vie politique, publiée en 1823 : « Lors du procès, je me prononçai pour Moreau dont je plaignis la destinée ; Bonaparte le sut ; je fus suspendu de mes fonctions, mis à la demi-solde, etc. » Il y a ici une erreur que nous nous contenterons de réfuter par des dates. Moreau, arrêté le 15 février 1804, est condamné le 14 juin suivant ; et M. Poissonnier, employé dans la 6e division militaire le 21 septembre 1803, a conservé son commandement jusqu'au 6 mars 1806, époque de sa mise en non-activité. 
Cette décision est motivée : 
1. Sur la mésintelligence qui régnait entre lui et les autorités civiles du département du Jura, dont il avait le commandement ;
2. Sur les moyens qu'il employait pour soutenir les dépenses excessives auxquelles il se livrait dans ce département. Son admission à la retraite, le 6 août 1811, après cinq ans de non-activité, prouva qu'on ne le jugea plus susceptible d'être employé, et le 23 octobre 1812 il reçut, par suite de l'affaire Malet, l'ordre de se retirer à Rouen, disposition contre laquelle il réclama vivement sans succès.

Créé chevalier de Saint-Louis le 19 juillet 1814, le roi lui confie le 31 décembre 1815, le commandement du département de l'Hérault, en récompense, sans doute, du dévouement dont il a fait preuve en le suivant à Gand. Le 22 juillet 1816, il commande le département de la Lozère, et le 2 juillet 1817, celui de l'Aveyron. Remis en non-activité le 1er décembre suivant, il obtient le 18 novembre 1818, la place de lieutenant de roi à Perpignan. Sa conduite dans ce commandement et sa manière de servir donnent lieu à des plaintes qui déterminent son changement, et il passe à Besançon le 2 août 1820. Sur de nouvelles plaintes, il est définitivement admis à la retraite le 24 octobre 1821.
En janvier 1823, il fait hommage au roi et à chacun des membres de la famille royale d'un livre que nous avons cité plus haut : Vie politique et militaire du général A.-M.-G. Poissonnier-Desperrières, un volume in - 8°. On y lit, pages 218 et 223, que cet officier général est l'auteur d'un ouvrage intitulé : Commentaire du règlement du 1er août 1791, et supplément aux manœuvres d'infanterie, que le duc d'Angoulème voulut bien, en 1814, honorer de son approbation et faire déposer au ministère de la guerre.
Il épouse avant 1795 Ève Régine Louise Walburge de Guaita (1762-1833), fille d'Antoine-Marie Guaita, qui était divorcée de Pierre-Louis, comte Roederer.

## État de service
- 16 mai 1792 : colonel du 81e régiment d'infanterie de ligne ;
- 27 mai 1792 : colonel du 49e régiment d'infanterie de ligne ;
- 30 juin 1793 : général de brigade.

## Décorations, titres, honneurs
- 14 juin 1804 : commandeur de la Légion d'honneur